# Bean's
bean's（ビーンズ）はソニー・マガジンズ（現エムオン・エンタテインメント）発行のおもちゃや雑貨を紹介する専門誌である。年4回刊行。
ブライス、プレイモービル、ダイヤブロックなど世界の小型玩具を中心に構成されている。
編集長は斎藤亜弓。
表紙および主な写真の撮影はトノムラセイジによる。